# Olympische Winterspiele 1928/Eisschnelllauf – 5000 m (Männer)
Das 5000-Meter-Rennen im Eisschnelllauf der Männer bei den Olympischen Winterspielen 1928 fand am 13. Februar 1928 statt. Olympiasieger wurde Ivar Ballangrud aus Norwegen. Die Silbermedaille gewann der Finne Julius Skutnabb, und Bronze ging an den Norweger Bernt Evensen.

## Ergebnisse
| Rang | Athlet                 | Land               | Zeit (min) |
| ---- | ---------------------- | ------------------ | ---------- |
| 1    | Ivar Ballangrud        | Norwegen           | 8:50,5     |
| 2    | Julius Skutnabb        | Finnland           | 8:59,1     |
| 3    | Bernt Evensen          | Norwegen           | 9:01,1     |
| 4    | Irving Jaffee          | Vereinigte Staaten | 9:01,3     |
| 5    | Armand Carlsen         | Norwegen           | 9:01,5     |
| 6    | Valentine Bialas       | Vereinigte Staaten | 9:06,3     |
| 7    | Michael Staksrud       | Norwegen           | 9:07,3     |
| 8    | Otto Polacsek          | Österreich         | 9:08,9     |
| 9    | Gustaf Andersson       | Schweden           | 9:09,7     |
| 10   | Ossi Blomqvist         | Finnland           | 9:09,9     |
| 11   | Siem Heiden            | Niederlande        | 9:10,0     |
| 12   | Clas Thunberg          | Finnland           | 9:11,8     |
| 13   | Bertel Backman         | Finnland           | 9:14,0     |
| 14   | Eddie Murphy           | Vereinigte Staaten | 9:19,5     |
| 15   | Alberts Rumba          | Lettland           | 9:19,7     |
| 16   | Fritz Jungblut         | Deutsches Reich    | 9:26,7     |
| 17   | John Farrell           | Vereinigte Staaten | 9:29,2     |
| 18   | Léonhard Quaglia       | Frankreich         | 9:33,3     |
| 19   | Wim Kos                | Niederlande        | 9:34,2     |
| 20   | Zoltán Eötvös          | Ungarn             | 9:34,4     |
| 21   | Aleksander Mitt        | Estland            | 9:35,2     |
| 22   | Ross Robinson          | Kanada             | 9:38,9     |
| 23   | Cyril Horn             | Großbritannien     | 9:45,0     |
| 24   | Christfried Burmeister | Estland            | 9:46,2     |
| 25   | Kęstutis Bulota        | Litauen            | 9:49,8     |
| 26   | Rudolf Riedl           | Österreich         | 9:53,5     |
| 27   | Fritz Moser            | Österreich         | 9:57,8     |
| 28   | Arthur Vollstedt       | Deutsches Reich    | 9:58,5     |
| 29   | Willy Logan            | Kanada             | 10:10,3    |
| 30   | Charles Thaon          | Frankreich         | 10:18,8    |
| 31   | Leonard Stewart        | Großbritannien     | 10:40,0    |
| 32   | Frederick Dix          | Großbritannien     | 10:55,6    |
| –    | Erhard Mayke           | Deutsches Reich    | DNF        |